# 尾形智矩
尾形 智矩（おがた ちえのり、1936年8月11日 - 2008年2月20日）は日本の政治家。衆議院議員（1期、自由民主党）。苅田町長（3期）。

## 経歴
福岡県京都郡苅田町出身。中央大学法学部卒業。
1972年、第33回衆議院議員総選挙に保守系無所属で福岡4区（定数4）から立候補し落選（9人中8位）。1976年、第34回衆議院議員総選挙に無所属で福岡4区から立候補し落選（7人中7位）。
1977年苅田町長選挙に無所属で立候補し初当選。1981年、1985年と再選する。町長時代は、戦前から北九州工業地帯の一角を占めていた苅田町の工業地域化、インフラ整備、都市化を更に進め、積極的な企業誘致を行い、北九州空港を開港した。緊縮財政も展開、町の資金や資産を増やし、全国有数の財政力を持つ自治体に成長させた。
1985年、衆議院議員の田中六助が死去、後継者に推される。1986年、3期目途中で町長を辞職し、第38回衆議院議員総選挙に自由民主党公認で福岡4区から立候補し当選（6人中3位）。清和会に属する。
衆議院議員初当選後間もなく発生したリクルート事件において、一年生議員ながらリクルート未公開株の譲渡を受けた議員として名前があげられた。
1987年、苅田町長時代の1982年から1985年にかけて、徴収した住民税約8000万円が使途不明になっていた問題が判明、一部を収入役花房正蔵が町の収入に組み入れず、裏帳簿を作って役場の裏金として蓄え不正経理を行い、更にその裏金を尾形個人の選挙資金に流用したとの疑惑が持ち上がる。後任の苅田町長沖勝治（革新系）は花房と「住居不明の氏名不詳者」（尾形）を業務上横領の罪で東京地方検察庁特捜部に刑事告発、尾形は重要参考人として事情聴取を受ける。捜査中に尾形の資金管理者が自殺する事件も起きたが、その後、福岡地方検察庁に移送され、1990年、嫌疑不十分で不起訴処分となる。これを受けた検察審査会は不起訴不当との議決を行い、苅田町民が同様の件で別途尾形と花房を告発したものの、立件見送りで捜査終了。更に1991年、住民税5000万円を流用したとして苅田町が尾形と花房に損害賠償を請求した民事訴訟では一審二審とも町の請求は棄却され、1997年、町は上告を断念、尾形と花房が勝訴した。疑惑について当時、尾形は「逮捕者も誰一人として出ておらず、一切問題はなかった」と語っていた。だが前述のリクルート事件と合わさって尾形にダーティーなイメージを与えている。
1990年、第39回衆議院議員総選挙に自由民主党公認で福岡4区から立候補するも落選（8人中6位）。
1991年、苅田町議会議員選挙に無所属で立候補し第1位で当選。国会議員を経験した人物が地方議員に転じた例は稀で、話題となる。
その後は町長復帰を目指し、系列の町議を率い活動していた。沖がインフラ整備を停止する一方で財政を悪化させ、更に沖町政時代に町随一の祭礼「苅田山笠」が一時的に廃れるなどしたことから、尾形町政を評価する声も少なくない。このため尾形は反沖派などを軸に町内での政治的影響力を維持し、一定の支持者を得ていた。沖町政下における尾形の公金横領疑惑に関わる民事訴訟も町側の全面敗訴に終わり、その結果、多額の裁判費用を町の公金から支出するという皮肉な顛末となったため、沖への批判の声も上がった。そうした中、2005年には沖の後継町長の伊塚工や伊塚系列町議の町議会議長沖永春生らによる談合、汚職疑惑が発生。確かな証拠もないまま、警察が「町長職を辞めれば（暗黙の裡に認めれば）送検しない」などと、伊塚を3日間計24時間に及ぶ任意での取り調べをし、無理やり事件化しようとしたが、すでに末期癌であった伊塚町長の死期を早めて、送検直後に他界するなど町政が混乱。尾形派、沖派を含む複数の陣営に分かれての政争が絶えず、選挙のたびに怪文書が撒かれるような状況であった。
尾形は1994年、1998年、2002年、2005年の計4回、苅田町長選挙にいずれも無所属で立候補するも落選。
2008年2月20日、肺炎のため死去、71歳。死没日をもって旭日小綬章追贈、従六位に叙される。
国会議員落選後は政治活動の舞台を苅田町に戻したが、中央政界とのつながりも保ち、同期当選で同派閥だった杉浦正健や会長の森喜朗らと親しくしていた。日本友愛青年協会評議員も歴任。
町政に関する疑惑は対立陣営側の陰謀との情報も飛び交い、沖とその周囲にも黒い噂が絶えなかった。沖も町長引退後、系列町議を率い引き続き町内での政治的影響力を維持し「九条の会・京築」事務局長として護憲運動などをしていたが、尾形死去からわずか半年後の2008年9月21日、病気のため死去。両者の死により苅田町は町政の転換期を迎えるに至っている。

## 家族・親族
- 尾形均[2]　苅田町議会議員、弟
  - 福岡みやこ農業協同組合組合長を経て、2007年9月、苅田町議会議員に初当選。2009年10月と2017年10月に苅田町長選挙に出馬するも落選。

## 関連人物
- 田中森一 - 東京地検特捜部検事、弁護士。尾形の公金横領疑惑の捜査を担当。著書『反転 闇社会の守護神と呼ばれて』（幻冬舎、 2007年6月、ISBN 9784344013438）に田中から見た経緯の記述あり。